# Akadimia Platonos
Akadimia Platonos è un film del 2009 diretto da Filippos Tsitos.